# Marianne Rath
Marianne Rath, verheiratete Marianne Gretl Backhausen (* 2. März 1904 in Wien; † 27. Mai 1985 ebenda), war eine österreichische Glaskünstlerin.
In den 1920er und 1930er Jahr entwarf sie Glasobjekte für die Firma J. & L. Lobmeyr, die auf zahlreichen Werkschauen u. a. auf der Exposition internationale des arts décoratifs et industriels modernes in Paris 1925 gezeigt wurden.

## Leben und Werk
Marianne und Hans Harald Rath wurden am 2. März 1904 als einzige Kinder des Hofglaswarenhändlers Stefan Rath und seiner Marianne Josefa Emma Rath (geb. Salcher) in Wien geboren. Nach dem frühen Tod der Mutter im September 1911 wuchsen die Kinder bei ihrer Tante Adele Rath in Purkersdorf und Wien auf.
Nach Abschluss der Schule begann Marianne Rath eine Ausbildung an der Kunstgewerbeschule in Wien. Zu ihren Lehrern zählten Michael Powolny, Rudolf von Larisch und Franz Čižek. 1924 trat sie in die Firma J. &. L. Lobmeyr ein, deren Leitung ihr Vater nach dem Tod von Ludwig Lobmeyr 1917 übernommen hat.
Marianne Rath entwarf für Lobmeyr einige Serien von Kristallgefäßen, unter anderem die Bergkristall- und die Rare Earth-Serie. Insbesondere die bei J. & L. Lobmeyrs Neffe Stefan Rath in Steinschönau 1924 anfertigte Prunkjardinière wurde sehr aufwendig geschliffen und poliert und erinnert an die geschliffenen Bergkristallgefäße der Renaissance. Um die Illusion von geschliffenen Bergkristallen zu erzeugen, mussten auch die Innenseiten der Glasgefäße aufwendig überschliffen und poliert werden. Für offizielle Anlässe konnte die Jardinière auf Wunsch mit Gravuren und Monogrammen verziert und personalisiert werden. In den 1920er Jahren arbeitete Marianne Rath mit den Designern Oskar Strnad (1925) und Ena Rottenberg (1927) zusammen, die die von ihr entworfenen Kristallgefäße mit einem aufwendigen Schliffdekoren versehen haben.
Neben Glasgefäßen ist Lobmeyr für die Anfertigung von hochwertigen Wand- und Kronleuchter bekannt. 1925/6 entwarf sie den zierlichen Kandelaber Marianne aus Messing und farblosen Kristallkugeln. Dieser zeitlose Kronleuchter wird auch noch in der Gegenwart für anspruchsvolle Innenarchitekturprojekte, beispielsweise 2022 für das The Bryanstone-Building am Londoner Hyde-Park angefertigt.
Mitte der 1920er Jahre begann Marianne Rath in Kooperation mit dem Karlsbader Glashersteller Moser mit verschiedenen Seltenen-Erden-Glasfarben zu arbeiten. Die Färbung von Glas mittels Seltenen Erden, insbesondere Neodym und Praseodym wurden bereits ab 1905 von Richard Böhm beschrieben. 1913 wurden bei Schott in Jena schon Gläser mit Seltenen Erden hergestellt. Die Verwendung von Seltenen Erden in der Kunstglasproduktion war aufgrund der hohen Beschaffungskosten nicht verbreitet. Marianne Roth arbeitete gemeinsam mit Moser und entwarf Flakons, Schalen, Vasen und Tafelaufsätze aus Alexandrit-, Heliolit- und Royalitglas. Auf der Leipziger Frühjahrsmesse 1929 wurden die Seltene Erden-Farbgläser von Moser mit großem Erfolg präsentiert. Die Bergkristall- und Seltene Erde-Serie wurden auf Werkschauen, unter anderem auf der  Exposition internationale des arts décoratifs et industriels modernes in Paris 1925 gezeigt. Die Produkte der Firma J. & L. Lobmeyr erhielten auf dieser Ausstellung eine Goldmedaille.
1937 heiratete Marianne Rath  den Juniorchef der Firma Joh. Backhausen & Söhne Johann (John) Backhausen (1907–1987). Nach der Hochzeit und der Geburt ihrer Söhne Hans (1938–2005) und Georg (1941–2002) beendete sie ihre Tätigkeit bei Lobmeyr und befasste sich nur noch gelegentlich mit Designentwürfen.
Marianne Backhausen starb am 27. Mai 1985 in Wien. Das Grab von Marianne Backhausen befindet sich auf dem Friedhof in Hietzing. Hier wurden später auch ihr Ehemann und die beiden Söhne begraben.

## Rezeption
Marianne Rath galt in den späten 1920er und 1930er Jahren gemeinsam mit Ena Rottenberg, Vally Wieselthier und Lotte Fink als einflussreichste und erfolgreichste Designerin für Glas in Wien. Viele ihrer Werke sind heute in der Sammlung des Museums für Angewandte Kunst in Wien, aber auch in internationalen Glas- und Designmuseen, wie dem Metropolitan Museum of Art, dem Cooper Hewitt Museum, dem Passauer Glasmuseum oder im Glasmuseum Hentrich in Düsseldorf zu finden.
Auf internationalen Auktionen werden ihre selten angebotenen Objekte zu Preisen von einigen Hundert bis einigen Tausend Euro gehandelt.

## Werke (Auswahl)
Eine der größte Kollektion von Arbeiten von Marianne Rath besitzt das Museum für Angewandte Kunst in Wien.
- Kandelaber Marianne, 1926
- Jardiniére, geschliffenes Kristallglas, 1924
- Serie farbiger Glasvasen (1924/29)
- Schale, geschliffen und graviert, 1925 (mit Oskar Strnad)
- Schale, geschliffen und graviert, 1927 (mit Ena Rottenberg)
- Citrit-Schale aus der Rare Earth-Serie, 1930
- Alexandrit-Flakon aus der Rare Earth-Serie, 1930